# Дуэньяс, Хесус
Хесус Альберто Дуэньяс Мансо (исп. Jesús Alberto Dueñas Manzo; 16 марта 1989, Самора-де-Идальго, Мексика) — мексиканский футболист, опорный полузащитник клуба «Хуарес» и сборной Мексики.

## Клубная карьера
Дуэньяс — воспитанник клуба УАНЛ Тигрес. 18 сентября 2011 года в матче против «Атланте» он дебютировал в мексиканской Примере. 6 ноября в поединке против «Пуэблы» Хесус забил свой первый гол за «тигров». В том же году он стал чемпионом Апертуры в составе УНАЛ. В 2014 году Дуэньяс помог команде выиграть трофей Чемпион чемпионов Мексики. 19 февраля 2015 года в матче Кубка Либертадорес против перуанского «Хуан Аурич» Хесус забил гол. В том же году он стал чемпионом Мексики и помог клубу выйти в финал Кубка Либертадорес.
26 декабря 2016 года во втором финальном матче против столичной «Америки» на последней минуте дополнительного времени Дуэньяс забил гол, который перевел поединок к серии пенальти, где «тигры» взяли верх. Через год Хесус вновь стал чемпионом Мексики.

## Международная карьера
В 2009 году в составе молодёжной сборной Мексики Хесус принял участие в молодёжного кубка Северной Америки в Тринидаде и Тобаго.
В апреле 2015 года в товарищеском матче против сборной Парагвая Хесус дебютировал за сборную Мексики. В том же году Дуэньяс стал обладателем Золотого кубка КОНКАКАФ. На турнире он сыграл в матче против сборной Ямайки. 11 февраля 2016 года в матче против сборной Сенегала Хесус забил свой первый гол за национальную команду.
В 2016 году Дуэньяс принял участие в Кубке Америки в США. На турнире он сыграл в матчах против команд Уругвая, Ямайки и Чили.
В 2017 году Дуэньяс стал бронзовым призёром Золотого кубка КОНКАКАФ. На турнире он сыграл в матчах против Сальвадора, Гондураса и дважды Ямайки.

### Голы за сборную Мексики
| #   | Дата            | Место                     | Противник | Результат | Счёт | Соревнование      |
| --- | --------------- | ------------------------- | --------- | --------- | ---- | ----------------- |
| 01. | 11 февраля 2016 | Марлинс-парк, Майами, США | Сенегал   | 1:0       | 2:0  | Товарищеский матч |

## Достижения
Командные
 УАНЛ Тигрес
- Чемпион Мексики (4): Апертура 2011, Апертура 2015, Апертура 2016, Апертура 2017
- Обладатель трофея Чемпион чемпионов Мексики (3): 2016, 2017, 2018
- Финалист Кубка Либертадорес (1): 2015

Международные
 Мексика
- Золотой кубок КОНКАКАФ — 2015
- Золотой кубок КОНКАКАФ — 2017